# Phare de Göltur
Le phare de Göltur est un phare situé à l'entrée de l'Ísafjarðardjúp dans la région des Vestfirðir.